# ノヴスカ駅
ノヴスカ駅（クロアチア語：Željeznička stanica Novska）は、クロアチア共和国シサク＝モスラヴィナ郡ノヴスカにある、クロアチア国鉄（HŽ）の駅。M103号線・M105号線・M502号線の3路線が乗り入れる。